# Котингови
Котинговите (Cotingidae) са голямо семейство горски птици от разред врабчоподобни (Passeriformes).

## Описание
Повечето видове са дървесни. Размерите им варират от около 13 cm дължина на тялото на най-малката Pipreola chlorolepidota до най-едрата мъжка амазонска чадърова котинга, достигаща до 50 cm. Оперението при повечето видове е ярко.

## Разпространение и местообитание
Тези птици са разпространени в Централна Америка и тропическите части на Южна Америка. Обитават пустини, гористи местности, крайбрежни мангрови и влажни тропически гори.

## Хранене
Най-често се хранят с плодове и насекоми.

## Класификация
Тази група съдържа над 60 живи вида разпределени в 24 рода. Редица видове, които са били поставени в това семейство са били преместени в семейство Tityridae (родовете Laniisoma, Laniocera и Iodopleura).
Семейство Котингови
- Род Phytotoma Molina, 1782
- Род Phoenicircus Swainson 1832
- Род Tijuca Férussac, 1829
- Род Carpornis G.R. Gray, 1846
- Род Ampelion Tschudi, 1845
- Род Doliornis Taczanowski, 1874
- Род Zaratornis Koepcke, 1954
- Род Pipreola Swainson, 1838
- Род Ampelioides J. Verreaux, 1867
- Род Lipaugus Boie, 1828
- Род Snowornis Prum, 2001
- Род Porphyrolaema Bonaparte, 1954
- Род Cotinga Brisson, 1760
- Род Xipholena Gloger, 1842
- Род Carpodectes Salvin, 1865
- Род Conioptilon Lowery et O'Neill, 1966
- Род Gymnoderus E.Geoffroy Saint-Hilaire, 1809
- Род Haematoderus Bonaparte, 1854 – Тъмночервени плодояди джуджета
- Род Querula Vieillot, 1816
- Род Pyroderus G.R. Gray, 1840
- Род Cephalopterus E.Geoffroy Saint-Hilaire, 1809
- Род Perissocephalus Oberholser, 1899 – Капуцинови котинги
- Род Procnias Illiger, 1811
- Род Rupicola Brisson, 1760